# 1998年全米オープン (テニス)
1998年 全米オープン（1998ねんぜんべいオープン、US Open 1998）は、アメリカ・ニューヨークマンハッタンにある「USTAナショナル・テニスセンター」にて、1998年8月31日から9月13日にかけて開催された。

## シニア

### 男子シングルス
パトリック・ラフター def.  マーク・フィリプーシス, 6–3, 3–6, 6–2, 6–0
- ラフターがフィリプーシスとのオーストラリア対決を制し2連覇を達成した。

### 女子シングルス
リンゼイ・ダベンポート def.  マルチナ・ヒンギス, 6–3, 7–5
- ダベンポートは、アメリカ生まれの女子テニス選手として1982年のクリス・エバート以来16年ぶりの全米オープン優勝を達成。アメリカ生まれの女子選手による4大大会優勝そのものも、エバートの最後の優勝になった1986年全仏オープン以来12年ぶりだった。

### 男子ダブルス
サンドン・ストール /  シリル・スーク def.  ダニエル・ネスター /  マーク・ノールズ, 4–6, 7–6, 6–2

### 女子ダブルス
マルチナ・ヒンギス /  ヤナ・ノボトナ def.  リンゼイ・ダベンポート /  ナターシャ・ズベレワ, 6–3, 6–3
- ヒンギスの1998年度「年間グランドスラム」が成立した。ヒンギスは全豪オープンのみ、パートナーがミリヤナ・ルチッチ（クロアチア）で、他の3大会はノボトナと組んだ。したがって、ヒンギス1人の女子ダブルス年間グランドスラム成立になるが「同一ペアによる」年間4冠達成にはならない。

### 混合ダブルス
マックス・ミルヌイ /  セリーナ・ウィリアムズ def.  パトリック・ガルブレイス /  リサ・レイモンド, 6–2, 6–2

## ジュニア

### 男子シングルス
ダビド・ナルバンディアン def.  ロジャー・フェデラー, 6–3, 7–5

### 女子シングルス
エレナ・ドキッチ def.  カタリナ・スレボトニク, 6–4, 6–2

### 男子ダブルス
K・J・ヒッペンスティール /  デビッド・マーティン def.  アンディ・ラム /  ロブロ・ゾブコ, 6–7, 7–6, 6–2

### 女子ダブルス
キム・クライシュテルス /  エバ・ディルバーグ def.  エレナ・ドキッチ /  エビー・ドミニコビッチ, 7–6, 6–4